# Dos homes durs
Dos homes durs (títol original en anglès: Harley Davidson and the Marlboro Man) és una pel·lícula estatunidenca dirigida per Simon Wincer, estrenada el 1991 i doblada al català.

## Argument
En un futur alternatiu, un motorista i un cowboy assalten un furgó blindat: no saben que no hi trobaran diners sinó droga per a una perillosa màfia.
Una persecució infernal comença entre els dos herois i els homes de la màfia.

## Repartiment
- Mickey Rourke: Harley Davidson
- Don Johnson: Robert Marlboro
- Chelsea Field: Virginia Slim
- Daniel Baldwin: Alexander
- Giancarlo Esposito: Jimmy Jiles
- Vanessa L. Williams: Lulu Daniels
- Tom Sizemore: Chance Wilder
- Big John Studd: Jack Daniels
- Julius Harris: Vell
- Eloy Casados: Jose